# Minuartia douglasii
Minuartia douglasii är en nejlikväxtart som först beskrevs av Edward Fenzl, John Torrey och Gray, och fick sitt nu gällande namn av Johannes Mattfeld. Minuartia douglasii ingår i släktet nörlar, och familjen nejlikväxter. Inga underarter finns listade i Catalogue of Life.